# Ministero degli affari esteri e della diaspora (Kosovo)
Il Ministero degli affari esteri e della diaspora (in albanese: Ministria e Punëve të Jashtme dhe Diasporës) è un dicastero del governo del Kosovo responsabile delle relazioni internazionali del paese balcanico.
L'attuale ministro è Donika Gërvalla-Schwarz, in carica dal 22 marzo 2021.

## Elenco dei ministri
| Ministro                 | Ministro | Ministro                          | Partito                                           | Governo      | Mandato          | Mandato          |
| Ministro                 | Ministro | Ministro                          | Partito                                           | Governo      | Inizio           | Fine             |
| ------------------------ | -------- | --------------------------------- | ------------------------------------------------- | ------------ | ---------------- | ---------------- |
| Affari esteri            |          |                                   |                                                   |              |                  |                  |
|                          |          | Skënder Hyseni (1955)             | Lega Democratica del Kosovo                       | Thaçi III    | 3 marzo 2008     | 18 ottobre 2010  |
|                          |          | Vlora Çitaku (ad interim) (1980)  | Partito Democratico del Kosovo                    | Thaçi III    | 18 ottobre 2010  | 22 febbraio 2011 |
|                          |          | Enver Hoxhaj (1969)               | Partito Democratico del Kosovo                    | Thaçi III    | 22 febbraio 2011 | 12 dicembre 2014 |
|                          |          | Hashim Thaçi (1968)               | Partito Democratico del Kosovo                    | Mustafa      | 12 dicembre 2014 | 7 aprile 2016    |
|                          |          | Petrit Selimi (ad interim) (1979) | Partito Democratico del Kosovo                    | Mustafa      | 7 aprile 2016    | 5 giugno 2016    |
|                          |          | Enver Hoxhaj (1969)               | Partito Democratico del Kosovo                    | Mustafa      | 5 giugno 2016    | 3 agosto 2017    |
|                          |          | Emanuel Demaj (ad interim) (?-?)  | Partito Democratico Cristiano Albanese del Kosovo | Mustafa      | 10 agosto 2017   | 9 settembre 2017 |
|                          |          | Behgjet Pacolli (1951)            | Alleanza per un nuovo Kosovo                      | Haradinaj II | 9 settembre 2017 | 3 febbraio 2020  |
| Affari esteri e diaspora |          |                                   |                                                   |              |                  |                  |
|                          |          | Glauk Konjufca (1981)             | Vetëvendosje!                                     | Kurti I      | 3 febbraio 2020  | 3 giugno 2020    |
|                          |          | Meliza Haradinaj-Stublla (1984)   | Alleanza per il Futuro del Kosovo                 | Hoti I       | 3 giugno 2020    | 9 marzo 2021     |
|                          |          | Besnik Tahiri (ad interim) (?-?)  | Alleanza per il Futuro del Kosovo                 | Hoti I       | 9 marzo 2021     | 22 marzo 2021    |
|                          |          | Donika Gërvalla-Schwarz (1971)    | Guxo                                              | Kurti II     | 22 marzo 2021    | in carica        |

### Esplicative
1. 1 2  Ricopre anche la carica di Vice primo ministro.
2. ↑  Ricopre anche la carica di Primo Vice primo ministro.
3. ↑  Ricopre anche la carica di Secondo Vice primo ministro.